# Stanislas Skarbek
Pour les articles homonymes, voir Skarbek.
Stanislas Skarbek est un noble, mécène et entrepreneur de la république des Deux Nations et de l'empire d'Autriche, né en 1780 à Obertyn et mort en 1848 à Lemberg.